# L.A. Zombie

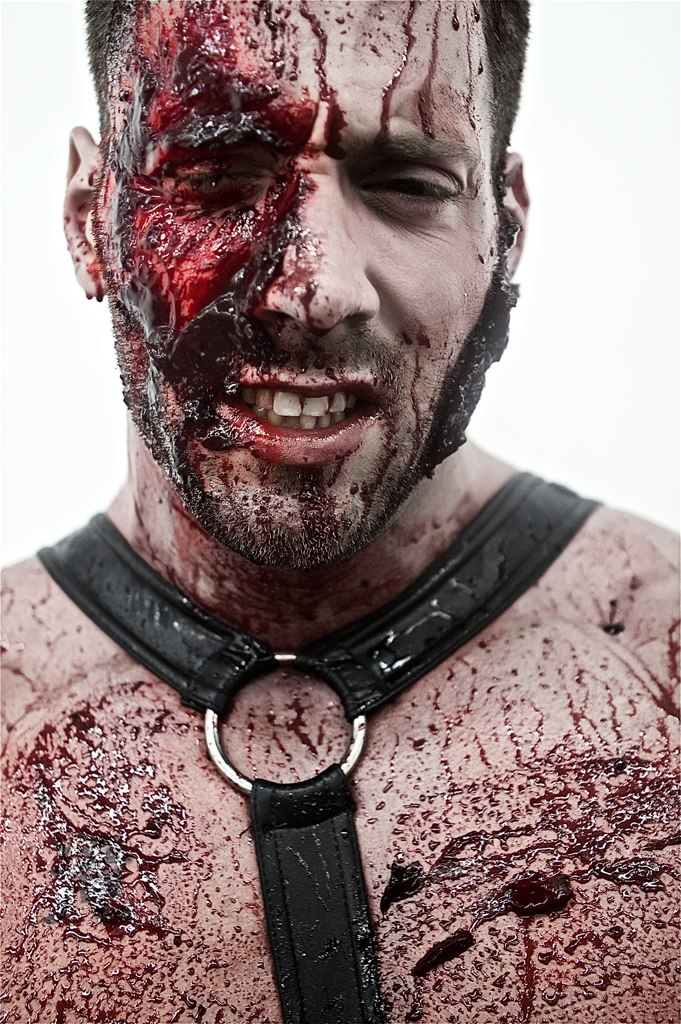
Aktor Erik Rhodes na planie zdjęciowym filmu.

L.A. Zombie – queerowy erotyczny film grozy w reżyserii Bruce’a LaBruce’a, z aktorem porno François Sagatem obsadzonym w roli głównej (tytułowej). Horror początkowo został wydany jako film niezależny, a następnie odnotował swoją premierę na rynku pornograficznym.

## Fabuła
Umysłowo chory bezdomny mężczyzna (François Sagat) uważa, że jest przybyłym na Ziemię z innego wymiaru zombie. Snując się po ulicach Los Angeles, nieoczekiwanie, trafia do gejowskiej wspólnoty zgromadzonej w tym mieście. Angażuje się w aktywność homoseksualną. Poprzez ten akt jest on w stanie doprowadzić zmarłych do życia.

## Obsada
- François Sagat − bezdomny/L.A. Zombie
- Matthew Rush − fetyszysta zastrzelony przez dealera #1
- Erik Rhodes − fetyszysta zastrzelony przez dealera #2
- Francesco D’Macho − fetyszysta zastrzelony przez dealera #3
- Wolf Hudson − ofiara mafijnych porachunków
- Tony Ward − bezdomny mężczyzna #1
- Santino Rice − bezdomny mężczyzna #2
- Deadlee − dealer narkotykowy #2
- Eddie Diaz − martwy mężczyzna wyrzucony z samochodu
- Adam Killian − fetyszysta zastrzelony przez dealera #4
- Rocco Giovanni − ofiara wypadku samochodowego
- Andrew James − bezdomny mężczyzna, ofiara przedawkowania narkotyków
- Tim Kuzma − mafioso
- Trevor Wayne − dealer narkotykowy #1

## Produkcja i wydanie filmu
Produkcja filmu rozpoczęła się na dobre w 2009 roku. Za scenerię atelierową obrano Los Angeles w Kalifornii. Jedną ze scen nakręcono w L.A. River, w dokładnej lokalizacji sekwencji wyścigu Road Thunder z musicalu Grease. Film powstał jako koprodukcja Stanów Zjednoczonych z Niemcami i Francją.
Dla reżysera, Bruce’a LaBruce’a, inspiracją do realizacji tego projektu był jego wcześniejszy zombie-horror, Otto, czyli niech żyją umarlaki (2008).
Autorem efektów specjalnych był Joe Castro.
30 stycznia 2010 roku teaserowy fragment L.A. Zombie zaprezentowano podczas berlińskiej imprezy Peres Project Exhibit. Dopiero niespełna miesiąc później, 11 lutego, całość zaprezentowano na Międzynarodowym Festiwalu Filmowym Berlinale. Był to premierowy pokaz filmu. Projekt wyświetlany był na światowych festiwalach, głównie kina niezależnego i undergroundowego. 7 października 2010 film LaBruce’a spotkał się z wąską dystrybucją kinową w Niemczech, a 12 listopada wydano go na dyskach DVD w USA. 13 kwietnia 2011 L.A. Zombie trafił do kin w Los Angeles, a 7 grudnia tego roku − we Francji.
Bazowa wersja filmu trwa sześćdziesiąt trzy minuty. Czterdzieści minut dłuższa jest wersja figurująca pod nazwą Hardcore, a czterdzieści trzy minuty dłuższa wersja Hardcore wydana w Niemczech.

## Nagrody i wyróżnienia
- 2010, Melbourne Underground Film Festival:
  - nagroda w kategorii najlepszy film zagranicznego reżysera (wyróżniony: Bruce LaBruce)